# Saint-Martin-Lalande
Saint-Martin-Lalande – miejscowość i gmina we Francji, w regionie Oksytania, w departamencie Aude. Przez miejscowość przepływa rzeka Fresquel. 
Według danych na rok 1990 gminę zamieszkiwały 692 osoby, a gęstość zaludnienia wynosiła 55 osób/km² (wśród 1545 gmin Langwedocji-Roussillon Saint-Martin-Lalande plasuje się na 431. miejscu pod względem liczby ludności, natomiast pod względem powierzchni na miejscu 625.).

## Zabytki
Zabytki w miejscowości posiadające status Monument historique:
- kościół św. Marcina (Église Saint-Martin)